# Энтелла
Энтелла (греч. Ἔντελλα, итал. Entella) — античный сицилийский город. Расположен на левом берегу реки Беличе (античное название Гипсас) в сорока километрах от её устья. Поселение было основано либо сиканами либо элимами.
Существует несколько мифологических версий об основании Энтеллы. По одной из них, изложенной у Ликофрона, она была построена Эгестом, или Акестом, и названа в честь его жены Энтеллы. Вергилий и Мавр Сервий Гонорат связывают основание города с Элимом. В «Энеиде» Энтелл друг и соратник Акеста.
Первое по времени упоминание об Энтелле содержится в «Исторической библиотеке» Диодора Сицилийского. В 404 году до н. э. жители города оказали гостеприимство кампанским наёмникам на службе у Карфагена. Ночью кампанцы перебили мужчин и завладели Энтеллой. Во время последующих войн между карфагенянами и сиракузским тираном Дионисием Старшим они сохраняли верность своим бывшим хозяевам. В 396 году до н. э. Энтелла была одним из пяти городов, которые сохранили верность Карфагену. Впоследствии живущие в Энтелле кампанцы были вынуждены заключить мир с Дионисием и выдать ему заложников.
В 368 году до н. э. Дионисий Старший захватил Энтеллу. В 345 году до н. э. потомки кампанцев всё ещё владели городом, но были уже враждебны Карфагену. В этом году карфагеняне разорили окрестности и взяли город штурмом. Впоследствии Тимолеонт освободил город и вернул ему независимость.
О дальнейшей судьбе города из античных источников известно немного. Его упоминают Цицерон, Плиний Старший и Клавдий Птолемей как небольшой сельскохозяйственный и винодельческий населённый пункт. Энтелла продолжала существовать вплоть до XIII столетия. На его месте арабы построили крепость. Впоследствии её разрушил Фридрих II. Жителей Энтеллы переселили в Неаполь и Ночеру-Инферьоре.